# Illinois Gaming Board
Ігрова комісія Іллінойсу або Illinois Gaming Board (IGB) — це ігрова рада в штаті Іллінойс, яка контролює ігрову індустрію штату. Рада контролює регулювання та збір податків з відеоігор та казино на річкових човнах. Рада складається з п'яти членів, яких обирає губернатор та затверджує Сенат штату.

## Історія
1990 року Іллінойс став другим штатом, який легалізував азартні ігри на річкових човнах. Перше казино на річковому човні було відкрито у вересні 1991 року в Елтоні. Станом на 2020 рік, в штаті працює десять казино.
У липні 2009 року було затверджено Закон про відеоігри. Це дозволило розміщувати до п'яти ігрових терміналів (VGT) в уповноважених стоянках вантажівок, торгових закладах, ветеранських організаціях. Усі термінали контролюються центральною системою зв'язку.
28 червня 2019 року губернатор Джей Роберт Пріцкер підписав Закон про азартні ігри в Іллінойсі.

## Члени правління
- Charles Schmadeke
- Sergeant Member Ruben Ramirez, Jr
- Dionne R. Hayden
- Anthony Garcia
- Marcus Fruchter